# Чемпионат Европы по волейболу среди женских молодёжных команд 1992
13-й женский молодёжный чемпионат Европы по волейболу (финальный турнир) проходил с 4 по 12 сентября 1992 года в Сере (Греция) с участием 12 сборных команд, составленных из игроков не старше 19 лет. Чемпионский титул выиграла молодёжная сборная СНГ.

## Команды-участницы
Греция — команда страны-организатора;
СНГ, Германия, Италия — по итогам молодёжного чемпионата Европы 1990;
Болгария, Венгрия, Италия, Нидерланды, Румыния, Турция, Франция, Швейцария — по результатам квалификации.

## Квалификация
Квалификация (отборочный турнир) чемпионата прошла в мае 1992 года. Были разыграны 8 путёвок в финальный турнир европейского первенства. От квалификации освобождены Греция (команда страны-организатора), СНГ, Германия, Чехословакия (по итогам предыдущего чемпионата Европы). 
По результатам отборочного турнира путёвки в финальную стадию чемпионата выиграли Болгария, Венгрия, Италия, Нидерланды, Румыния, Турция, Франция, Швейцария.

## Система розыгрыша
Соревнования состояли из предварительного этапа и плей-офф. На предварительной стадии 12 команд-участниц были разбиты на 2 группы, в которых играли в один круг. По две лучшие команды из групп вышли в полуфинал плей-офф и далее определили призёров чемпионата. По такой же системе итоговые 5—8-е и 9—12-е места разыграли команды, занявшие в группах соответственно 3—4-е и 5—6-е места

## Предварительный этап
|  | Прошедшие в плей-офф за 1—4 места |
|  | Прошедшие в плей-офф за 5—8 места |

### Группа 1
| М | Команда      | 1   | 2   | 3   | 4   | 5   | 6   | И | В | П | С/П  | О  |
| - | ------------ | --- | --- | --- | --- | --- | --- | - | - | - | ---- | -- |
| 1 | СНГ          |     | 3:2 | 3:0 | 3:0 | 3:0 | 3:0 | 5 | 5 | 0 | 15:2 | 10 |
| 2 | Чехословакия | 2:3 |     | 3:0 | 3:1 | 3:0 | 3:1 | 5 | 4 | 1 | 14:5 | 9  |
| 3 | Болгария     | 0:3 | 0:3 |     | 3:1 | 3:0 | 3:0 | 5 | 3 | 2 | 9:7  | 8  |
| 4 | Румыния      | 0:3 | 1:3 | 1:3 |     | 3:0 | 3:1 | 5 | 2 | 3 | 8:10 | 7  |
| 5 | Венгрия      | 0:3 | 0:3 | 0:3 | 0:3 |     | 3:2 | 5 | 1 | 4 | 3:14 | 6  |
| 6 | Турция       | 0:3 | 1:3 | 0:3 | 1:3 | 2:3 |     | 5 | 0 | 5 | 4:15 | 5  |

4 сентября
Чехословакия — Румыния 3:1 (15:12, 15:1, 8:15, 15:11); Болгария — Турция 3:0 (15:5, 15:12, 15:4); Россия — Венгрия 3:0 (15:3, 15:9, 15:2).
5 сентября
Болгария — Румыния 3:1 (15:8, 15:4, 7:15, 15:10); Чехословакия — Венгрия 3:0 (15:7, 15:5, 15:9); Россия — Турция 3:0 (15:13, 15:5, 15:4).
6 сентября
Чехословакия — Болгария 3:0 (15:11, 15:13, 15:6); Россия — Румыния 3:0 (15:6, 15:8, 15:8); Венгрия — Турция 3:2 (12:15, 15:5, 15:10, 8:15, 15:9).
8 сентября
Россия — Болгария 3:0 (15:10, 15:9, 15:6); Румыния — Венгрия 3:0 (15:12, 15:1, 15:4); Чехословакия — Турция 3:1 (13:15, 15:12, 15:10, 15:6).
9 сентября
Болгария — Венгрия 3:0 (15:11, 16:14, 15:13); Румыния — Турция 3:1 (15:5, 9:15, 15:3, 15:7); Россия — Чехословакия 3:2 (15:11, 11:15, 8:15, 15:6, 15:9).

### Группа 2
| М | Команда    | 1   | 2   | 3   | 4   | 5   | 6   | И | В | П | С/П  | О |
| - | ---------- | --- | --- | --- | --- | --- | --- | - | - | - | ---- | - |
| 1 | Франция    |     | 1:3 | 3:2 | 3:1 | 3:1 | 3:0 | 5 | 4 | 1 | 13:7 | 9 |
| 2 | Италия     | 3:1 |     | 0:3 | 3:1 | 3:2 | 3:0 | 5 | 4 | 1 | 12:7 | 9 |
| 3 | Греция     | 2:3 | 3:0 |     | 1:3 | 3:0 | 3:0 | 5 | 3 | 2 | 12:6 | 8 |
| 4 | Германия   | 1:3 | 1:3 | 3:1 |     | 3:0 | 3:0 | 5 | 3 | 2 | 11:7 | 8 |
| 5 | Нидерланды | 1:3 | 2:3 | 0:3 | 0:3 |     | 3:0 | 5 | 1 | 4 | 6:12 | 6 |
| 6 | Швейцария  | 0:3 | 0:3 | 0:3 | 0:3 | 0:3 |     | 5 | 0 | 5 | 0:15 | 5 |

4 сентября
Италия — Франция 3:1 (15:10, 11:15, 15:11, 15:13); Германия — Нидерланды 3:0 (15:9, 15:12, 15:11); Греция — Швейцария 3:0 (17:16, 15:3, 15:10).
5 сентября
Италия — Нидерланды 3:2 (11:15, 15:12, 10:15, 15:4, 15:10); Германия — Швейцария 3:0 (15:4, 16:14, 15:5); Франция — Греция 3:2 (15:13, 15:8, 11:15, 8:15, 15:13).
6 сентября
Нидерланды — Швейцария 3:0 (15:8, 15:4, 15:4); Греция — Италия 3:0 (15:12, 15:11, 15:5); Франция — Германия 3:1 (15:13, 15:5, 6:15, 15:8).
8 сентября
Италия — Швейцария 3:0 (15:3, 15:3, 15:0); Франция — Нидерланды 3:1 (13:15, 15:7, 15:5, 15:7); Германия — Греция 3:1 (15:8, 10:15, 15:12, 15:11).
9 сентября
Франция — Швейцария 3:0 (15:4, 15:8, 15:5); Италия — Германия 3:1 (15:4, 15:8, 13:15, 15:4); Греция — Нидерланды 3:0 (15:3, 15:10, 15:5).

## Плей-офф

### Полуфинал за 9—12-е места
11 сентября
Венгрия — Швейцария 3:0 (15:9, 15:0, 15:9).
Турция — Нидерланды 3:2 (9:15, 12:15, 15:9, 15:12, 15:9).

### Полуфинал за 5—8-е места
11 сентября
Болгария — Германия 3:0 (15:10, 16:14, 15:8).
Румыния — Греция 3:0 (15:10, 15:6, 15:7).

### Полуфинал за 1—4-е места
11 сентября
Чехословакия — Франция 3:1 (15:8, 5:15, 15:2, 15:10).
СНГ — Италия 3:1 (11:15, 17:15, 15:10, 15:5).

### Матч за 11-е место
12 сентября
Нидерланды — Швейцария 3:0 (15:4, 15:3, 15:10).

### Матч за 9-е место
12 сентября
Турция — Венгрия 3:1 (15:1, 15:7, 12:15, 15:10).

### Матч за 7-е место
12 сентября
Германия — Греция 3:0 (15:3, 15:12, 15:10).

### Матч за 5-е место
12 сентября
Румыния — Болгария 3:2 (10:15, 15:8, 8:15, 16:14, 15:8).

### Матч за 3-е место
12 сентября
Италия — Франция 3:1 (15:7, 16:14, 11:15, 15:7).

### Финал
12 сентября
СНГ — Чехословакия 3:0 (15:9, 15:11, 15:7).

## Итоги

### Положение команд
| Место | Команда      |
| ----- | ------------ |
| 1     | СНГ          |
| 2     | Чехословакия |
| 3     | Италия       |
| 4     | Франция      |
| 5     | Румыния      |
| 6     | Болгария     |
| 7     | Германия     |
| 8     | Греция       |
| 9     | Турция       |
| 10    | Венгрия      |
| 11    | Нидерланды   |
| 12    | Швейцария    |

### Призёры
СНГ: Евгения Артамонова, Елена Воробьёва, Татьяна Грачёва, Мария Лихтенштейн, Наталья Морозова, И.Полищук, Александра Сорокина, Илона Старкова, Юлия Тимонова, Елизавета Тищенко, Ирина Уютова, Лариса Яровенко. Главный тренер — Валерий Юрьев.
  Чехословакия: Яна Шурикова, Дита Галикова, Яна Вольмер, Эстер Волицерова, Эва Шилганова, Здена Циммерманнова, Зденка Моцова, Зденка Влчкова, Михаэла Вечеркова, Тереза Тобиашова. 
  Италия: Даниэла Вольпи, Мауриция Каччатори, Ваня Беккария, Даниэла Бьямонте, Дарина Мифкова, Эльза Каере, Сильвия Кроатто, Антонелла Брагалья, Чинция Перона, Гвендалина Буффон, Микела Монари, Стефания Пакканьелла. Главный тренер — Марко Аурелио Мотта. 

### Индивидуальные призы
- MVP:  Евгения Артамонова
- Лучшая нападающая:  Елизавета Тищенко
- Лучшая блокирующая:  Михаэла Вечеркова
- Лучшая связующая:  Карин Салинас
- Лучшая на подаче:  Антонина Зетова
- Лучшая на приёме:  Дарина Мифкова
- Самая результативная:  Сильвия Роль